# Coronado Chávez
Coronado Chávez (* 8. November 1807 in Ciudad de Comayagua; † 22. Juni 1881 ebenda) war zwischen dem 12. Januar 1845 und dem 1. Januar 1847 Präsident von Honduras.

## Leben
Seine Mutter war María Mercedes Chávez. Coronado Chávez war 1843 Außenminister im Regierungskabinett von Francisco Ferrera.
Er war geschäftsführender Präsident vom 27. November 1843 bis 8. Dezember 1843, vom 30. September bis 26. November 1844 als Stellvertreter für Francisco Ferrera.
Vom 28. Mai bis 27. Juli 1844 übergab Ferrera die Geschäftsführung an sein Regierungskabinett von Casto Alvarado sowie Coronado Chávez und führte eine Strafexpedition gegen die aufständischen Gebiete in Texiguat und Tegucigalpa durch.
Am 30. September 1844 übergab Ferrera wieder das Präsidentenamt an sein Regierungskabinett, widmete sich dem Krieg von Malespín, ließ honduranische Exilanten aus der Gruppe um José Francisco Morazán Quezada in Nicaragua verfolgen, am 23. November 1844 León (Nicaragua) plündern und anzünden.
Ein Aufstand in Tegucigalpa wurde unter dem Kommando von Joaquín Rivera Ende 1844 niedergeschlagen.
Vom 1. Januar 1845 bis zum 12. Januar 1845 führte Coronado Chávez mit Casto José Alvarado die Regierungsgeschäfte und wurde anschließend Präsident von Honduras.

## Präsidentschaft
Chávez Stimulierte den Anbau von Kaffee, ließ Werbebroschüren drucken und ließ jene, welche Kaffee anbauen ließen, vom Militärdienst, vom Diezmo und von Erstabgaben der Kirchensteuer befreien. Die steuerlichen Vorteile waren auf 10 Jahre begrenzt.
Er ließ Flechtarbeiten und die Herstellung von Hüten fördern. Am 14. Dezember 1845, eröffnete er die Sociedad del Genio Emprendedor y el Buen Gusto in Tegucigalpa. Am 10. März 1846, gründete er eine Sociedad Literaria de Honduras und am 19. September 1847 die Universidad Nacional (Honduras)|Universidad Nacional.
Von Januar bis August 1839 war er im Regierungskabinett von Francisco Ferrera Ministro General. Von Mai 1943 bis Januar 1844 war er im Regierungskabinett von Francisco Ferrera Außenminister. Anschließend wurde er Regierungsminister unter Ferrera und hatte in dessen Abwesenheit den Vorsitz im Regierungskabinett.
Bei seinem Versuch Francisco Malespín wieder ins Präsidentenamt von El Salvador zu bringen, provozierte er einen Krieg mit El Salvador. Per Dekret vom 26. Mai 1845 erklärt er El Salvador den Krieg. Der Konflikt wurde 1847 mit dem Tratado de Sesentín beigelegt.
Am 1. Oktober 1845 wertete er Choluteca zur Ciudad (Stadt) auf.
Im Rahmen der Ausführungsbestimmungen zur Zensur dekretierte er, dass von allen Druckwerken dem Regierungsbüro vier Exemplare für das Archiv zuzusenden waren.
Verfügte, dass herrenlose Güter in das Eigentum des Finanzministeriums übergehen und ließ Reisepässe für die Bürger von Honduras ausstellen. Er gewährte eine allgemeinen Begnadigung für alle Teilnehmer am Aufstand von San José de Texiguat. Von Juni bis August 1846 besuchte er Osthonduras, um sich über die Situation zu informieren.

## Regierungskabinett
- Stellvertreter: Francisco Xavier Güell, Leonardo Romero und Manuel Emigdio Vásquez Alcántara.
- Außenminister: Fruto Fajardo, Francisco Cruz Castro, José Santos Guardiola.
- Finanzminister: Casto José Alvarado.
- Kriegsminister: Francisco Ferrera.
- Regierungsminister: Casto Alvarado.

Er war Delegierter von Honduras im zentralamerikanischen Parlament in Nacaome im Juni und Oktober 1847.
1850 ging er mit Francisco Ferrera ins Exil, ließ sich in El Salvador für viele Jahre nieder, kehrte nach Comayagua zurück und widmete sich der Schreinerei.
Im Dezember 1865 wurde er Finanz- und Kriegsminister im Regierungskabinett von Crescencio Gómez.
1865 und 1874 war er vorsitzender Richter des Gerichtes in Comayagua.